# جائزة كتالونيا الكبرى للدراجات النارية 2014
جائزة كتالونيا الكبرى للدراجات النارية 2014 هو سباق دراجات نارية أقيم بتاريخ 15 يونيو 2014 في حلبة دي كاتلونيا، مونتميلو، إسبانيا. كان الجولة السابعة من أصل 18 في سباق الجائزة الكبرى للدراجات النارية موسم 2014. فاز الإسباني مارك ماركيث بفئة الموتو جي بي بينما جاء الإيطالي فالنتينو روسي في المركز الثاني وحصل على المركز الثالث الإسباني داني بيدروسا.

## وصلات خارجية
- الموقع الرسمي